# Stryge

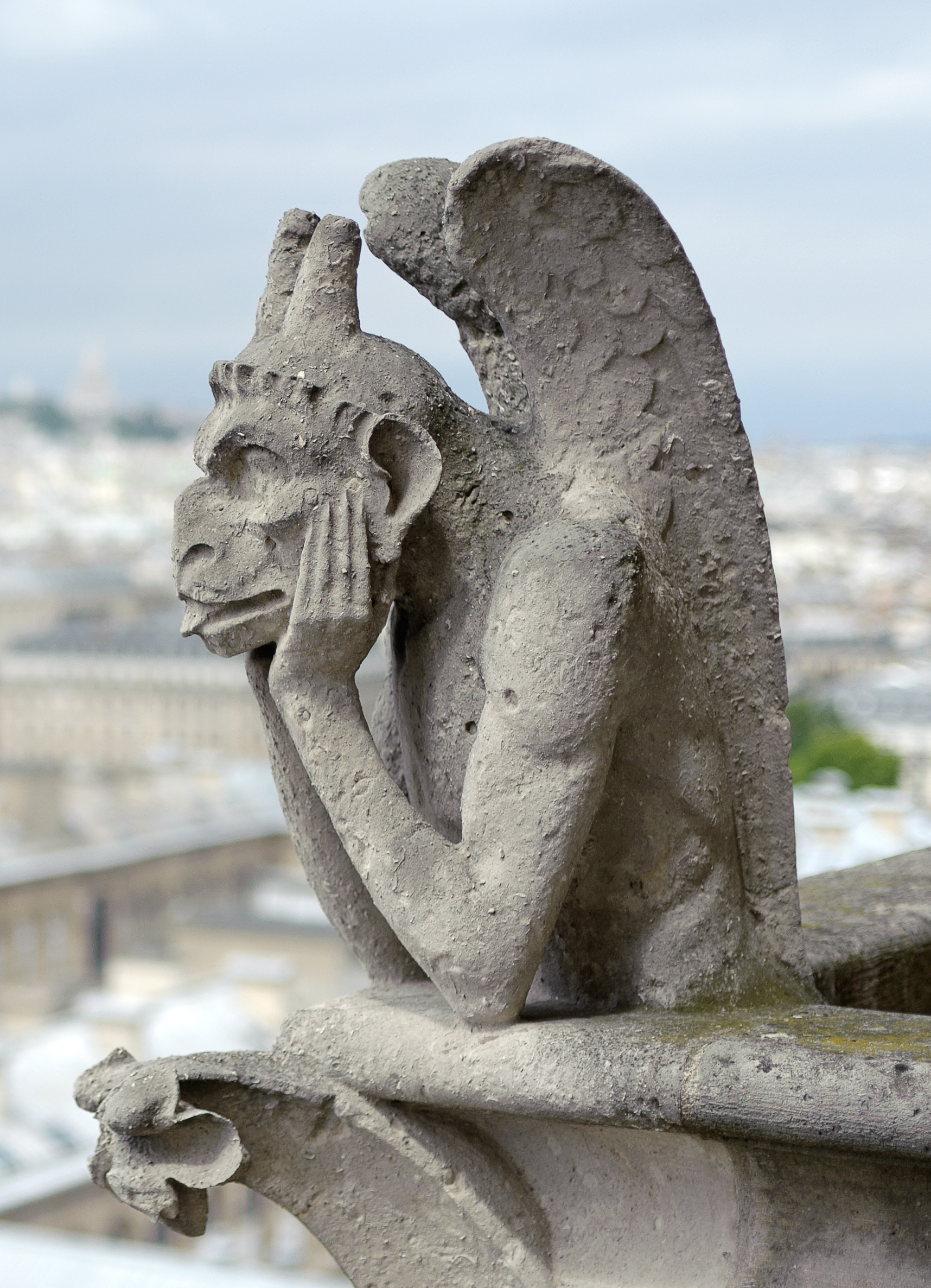
La célèbre stryge de Notre-Dame de Paris d'Eugène Viollet-le-Duc.

Les stryges, ou striges sont des démons femelles ailés, mi-femmes, mi-oiseaux, qui poussent des cris perçants. Elles apparaissent dès l'Antiquité dans la croyance romaine (les premiers textes portant sur le sujet ont en effet été écrits en latin et semblent se référer à une ancienne croyance populaire).

## Origine et antiquité
Le terme « stryge » est emprunté au latin strix, génitif strigis, « strige (genre de vampire ») du grec ancien στρίγξ / strínx, « chouette effraie »)
Les références à cet animal sont nombreuses dans la littérature gréco-latine, comme en témoigne en particulier l'article de Samuel Grant Oliphant : The Story of the Strix: Ancient. En latin, le strix est décrit assez précisément comme la chouette effraie dans les Fastes d’Ovide. L'auteur en parle dans le récit d'une légende :
« Il existe des oiseaux voraces, non ceux qui se jouaient de la faim de Phinée, mais une race descendue de celle-là, à la tête énorme, aux yeux fixes, au bec aiguisé pour la rapine ; leurs plumes sont blanches, et leurs serres crochues. On dit qu'ils déchirent avec leur bec les entrailles qui ne se sont encore nourries que de lait, et qu'ils aiment à s'enivrer de sang. On les nomme striges, à cause du cri sinistre dont ils épouvantent la nuit. Ces oiseaux donc, soit qu'ils se reproduisent entre eux, soit qu'un charme puissant les crée, et qu'on ne doive y voir que de vieilles femmes, métamorphosées par un chant marse, viennent s'abattre sur le berceau de Procas. L'enfant, né seulement depuis cinq jours, offrait à leurs appétits féroces une proie succulente ; leurs langues avides épuisent cette tendre poitrine; l'infortunée victime ne peut implorer du secours que par ses vagissements ; la nourrice effrayée accourt à cette voix qui l'appelle, et trouve son nourrisson les joues déchirées par des serres acérées. Que faire ? Son visage avait la couleur que prennent les feuilles qui tardent à tomber et que flétrit le retour de l'hiver. Elle court vers Craniè et l'instruit de ce malheur: "Bannis tes craintes, lui dit la nymphe, celui que tu nourris sera sauvé." Elle vient près du berceau; le père, la mère fondaient en larmes. "Ne pleurez point, dit-elle, je le guérirai moi-même." Aussitôt, à trois reprises, elle touche les portes avec une branche d'arbousier ; trois fois, avec cette branche, elle touche aussi le seuil; à l'entrée de la maison, elle répand une eau douée de vertus puissantes, et tenant à la main les entrailles crues d'une truie de deux mois : "Épargnez, dit-elle, oiseaux de la nuit, les entrailles de cet enfant; qu'une victime, jeune aussi, vous tienne lieu de cette jeune victime ; prenez, je vous prie, cœur pour cœur, fibre pour fibre ; nous vous abandonnons cette existence, pour en sauver une plus précieuse." Après cette offrande, elle expose en plein air les entrailles dépecées, et défend à ceux qui assistaient au sacrifice d'y porter leurs regards ; puis elle pose le rameau d'aubépine, présent de Janus, près de la petite fenêtre qui donne du jour au berceau. On dit que, depuis, les oiseaux ne vinrent plus assaillir le lit de l'enfant, et que de fraîches couleurs brillèrent de nouveau sur son visage. »
Henri le Bonniec, dans des notes de sa traduction de l'ouvrage, nous éclaire sur plusieurs points de l'extrait. Il explique que Crané (ou Craniè) est inconnue par ailleurs. Il juge plausible le rapprochement étymologique entre le nom de la stryge et son cri sinistre. Selon lui, les Marses, peuple d'Italie centrale, qui ont métamorphosé les vieilles femmes en oiseaux, passaient d'habiles magiciens. Enfin, il remarque que le sacrifice de la truie est un excellent exemple d'un sacrifice de substitution.
C’est la seule description de ce type de ce rapace nocturne dans la littérature latine. Ailleurs, il est décrit comme étant de couleur foncée.

## Démon et vampire
À une époque ultérieure à la découverte des chauves-souris vampire d'Amérique, le terme « stryge » d'origine gréco-latine tend à être supplanté par le terme « vampire » d'origine slave. Les dictionnaires de l'époque établissant une équivalence entre les termes.
Les stryges s'en prennent essentiellement aux nouveau-nés, soit elles sucent leur sang, soit elles les enlèvent dans leurs serres crochues. Elles sont pour cela souvent confondues avec les vampires. Après la publication du Traité sur les vampires (1746) d'Augustin Calmet, qui introduit ces créatures dans l'univers francophone, la troisième édition du Dictionnaire de Trévoux, de 1752, renvoie ainsi au mot « stryge » pour expliquer, au lecteur français, le concept de vampire.
À cette époque, en Russie, le terme stryge fait référence à des morts qui restent visibles après leur trépas
Les Saxons étaient convaincus que les stryges mangeaient ou suçaient le sang des vivants ; et que pour s'en préserver il fallait à tout prix brûler celles qu'ils avaient surprises et en manger la chair.

## Naturalisme
Le nom des stryges a été bien plus tard repris par les naturalistes pour désigner les Strigidae, famille de rapaces à laquelle appartiennent la plupart des chouettes et des hiboux. Il apparaît aussi dans le nom scientifique de certaines espèces de rapaces nocturnes.

## Stryge de Notre-Dame

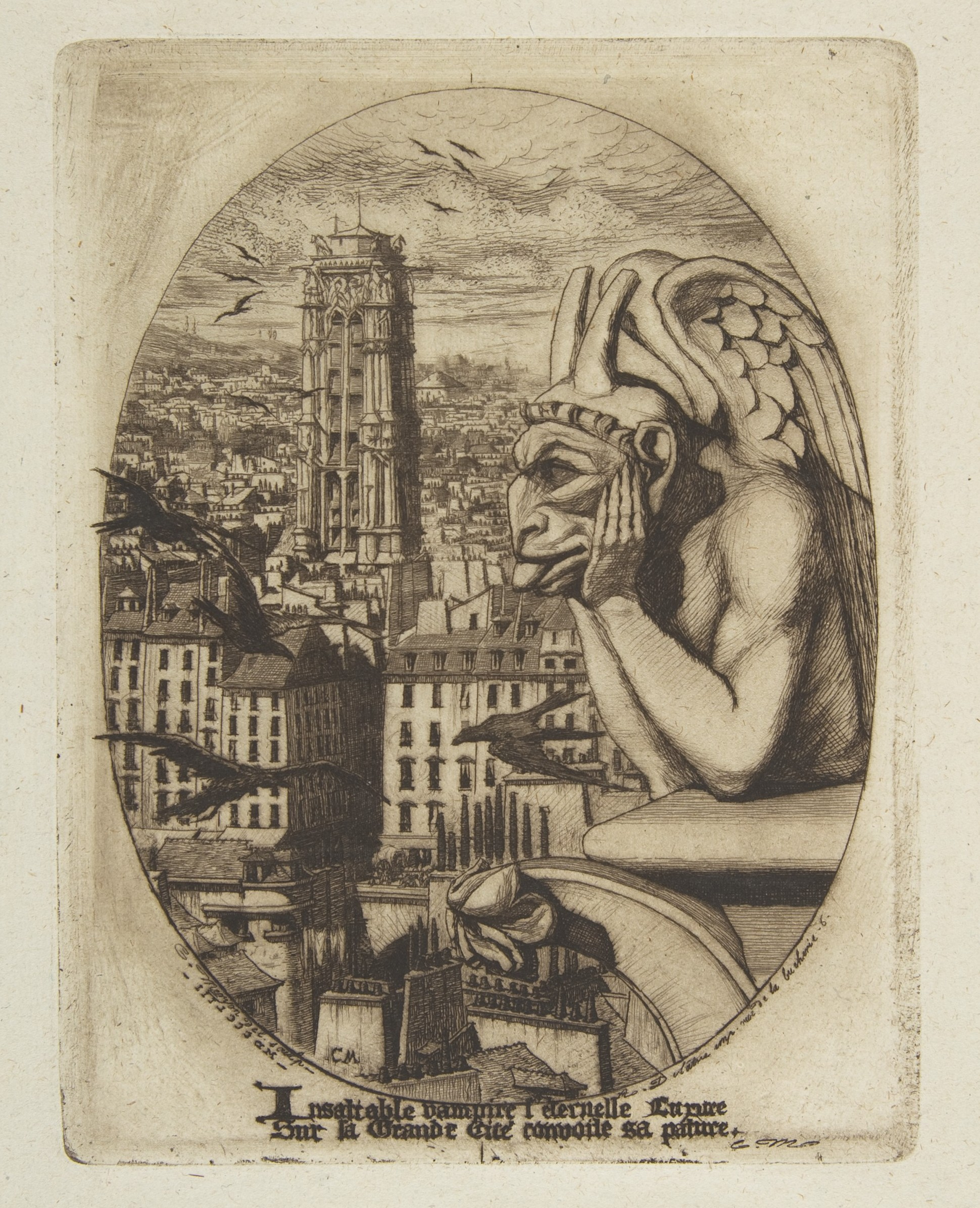
Charles Meryon, La Stryge, gravure, 1853. On aperçoit la tour Saint-Jacques.

La stryge de la cathédrale Notre-Dame de Paris est la plus connue de la galerie des chimères. Elle fut popularisée par le graveur Charles Meryon qui en publia une célèbre gravure en 1850. Une photographie de Charles Nègre, prise en 1853 et désormais conservée au musée d'Orsay, la donne à voir avec, à ses côtés, le photographe Henri Le Secq en haut-de-forme.

## Culture populaire
Les Stryge apparaissent dans les séries de jeux vidéos Dragon Quest, The Strain et The Witcher.